# Gelber Phantomsalmler
Der Gelbe Phantomsalmler (Hyphessobrycon roseus, Syn.: Megalomphodus roseus) ist ein aus den Gewässern Französisch-Guyanas (Einzugsgebiet des mittleren und oberen Maroni sowie Oyapock) und Surinams (Tapanahony) stammender Süßwasserfisch aus der Salmlerfamilie Acestrorhamphidae.

## Merkmale
Die zierlichen Tiere erreichen eine Länge von nur etwa 3 cm. Im Unterschied zu vielen anderen Vertretern der Gattung Hyphessobrycon sind seine Rücken- und Afterflosse nicht fahnenartig ausgezogen. Sein Rücken ist braunoliv, die Seiten rosa, der Bauch gelblichweiß. Hinter dem Kiemendeckel befindet sich ein großer, nach unten spitz zulaufender schwarzer Fleck.  Die Iris ist schwarz, der Schwanzflossenstiel und die Region oberhalb der Afterflosse rotbraun, die äußeren Bereiche der Rückenflosse und die ersten Flossenstrahlen der Afterflosse sind blauweiß.
Dem Gelben Phantomsalmler fehlt der ausgeprägte Geschlechtsdimorphismus der anderen Phantomsalmlerarten. Die männlichen Tiere sind etwas schlanker als die hochrückigeren Weibchen. Zudem haben die Weibchen im Gegensatz zu den Männchen häufig einen gelben Fleck auf dem Grund der vorderen Rückenflosse.

## Lebensweise
In seinem Verbreitungsgebiet lebt der Gelbe Phantomsalmler am Gewässerrand von Bächen und strömungsarmen Seitenbuchten von Flüssen. Die Uferbereiche sind durch ins Wasser reichende, emerse Ufervegetation, viel Totholz und eine den Gewässergrund bedeckende Laubschicht geprägt.
Messwerte am Fundort Tapanahony ergaben bei 25 °C ein sehr weiches (KH und GH < 1 °dH), saures (pH 6,5) und salzarmes Wasser (Leitfähigkeit < 10 µS/cm).

## Aquaristik

### Haltung
Der Gelbe Phantomsalmler wurde erstmals 1984 nach Deutschland importiert (1978 nach Holland). In einem gut bepflanzten Becken, das noch genügend Freiraum zum Schwimmen lässt, sollte eine Gruppe mit nicht weniger als 12 Exemplaren des Gelben Phantomsalmlers gepflegt werden. Eine Vergesellschaftung empfiehlt sich nur mit anderen, kleiner bleibenden, nicht räuberischen Arten. Die Beckenlänge sollte mindestens 60 cm, besser 100 cm betragen. Die Haltung in mittelhartem und leicht alkalischem Wasser ist möglich. Als Futter wird Trocken-, feines Lebendfutter und tiefgefrorenes Futter angenommen.
Der Gelbe Phantomsalmler ist wie die meisten Salmlerarten nur im Falle von Gefahr oder als Jungtier ein Schwarmfisch. Sonst sucht er einen individuellen Abstand zu seinen Artgenossen und zeigt ein interessantes Sozialverhalten mit Imponierverhalten und ritualisierten Scheinkämpfen.

### Fortpflanzung und Zucht
Die Fortpflanzung und Zucht des Gelben Phantomsalmlers unterscheidet sich kaum von der des Schwarzen Phantomsalmlers. Die bisher nachgewiesene Obergrenze der Wasserhärte liegt bei 4 °dGH und ist somit niedriger als beim Schwarzen Phantomsalmler. Die erfolgreiche Zucht gelang bisher nur in torfgefiltertem Wasser.